# Kottelatlimia katik
Kottelatlimia katik är en fiskart som först beskrevs av Maurice Kottelat och Lim 1992.  Kottelatlimia katik ingår i släktet Kottelatlimia och familjen nissögefiskar. Inga underarter finns listade i Catalogue of Life.